# U Herculis
U Herculis är en pulserande variabel av Mira Ceti-typ i stjärnbilden Herkules.
Stjärnan varierar mellan magnitud +6,4 och 13,4 med en period av 404 dygn.